# Прша, Йосип
Йосип Прша (хорв. Josip Prša, серб. Јосип Прша; 1922, Обреж — начало сентября 1943, Калник) — югославский хорватский рабочий, партизан Народно-освободительной войны Югославии, Народный герой Югославии.

## Биография
Родился в 1922 году в Обреже (близ Загреба) в многодетной бедной крестьянской семье. До 1941 года занимался земледелием. Жил в деревне Греда близ Сисака и очень много работал. С 1939 года член Союза коммунистической молодёжи Югославии, секретарь группы СКМЮ в своей деревне и член общинского комитета. Участвовал в работе Окружной конференции СКМЮ в Сисаке в 1940 году, в том же году принят в партию.
После начала войны в августе 1941 года Прша вступил в партизанское движение, собрав отряд из 150 партизан в своём селе. После формирования Банийской пролетарской роты вступил в её состав: она считалась элитной, поскольку туда принимали только отличившихся солдат, не бежавших с поля боя. Участвовал с ротой в боях за Бановину, Боснию, Словению и Калник. После расформирования роты Йосип был политруком 1-го батальона Калникского партизанского отряда, а затем стал заместителем политрука в 16-й молодёжной бригаде имени Йожи Влаховича.
В 1943 году был отправлен в Вараджин на работу в местный окружной комитет и Нови-Марофский котарский комитет Компартии Хорватии. В сентябре 1943 года подвергся нападению усташей из засады: отстреливаясь из пистолета-пулемёта, отогнал нападавших, но сам был смертельно ранен.
В годы войны в боях погибли три брата Йосипа, отец был казнён в концлагере Ясеновац.
27 июля 1953 указом Иосипа Броза Тито Йосип Брша посмертно награждён Орденом и званием Народного героя Югославии.